# Церковь Николая Чудотворца (Кротково)
Церковь Николая Чудотворца — православный храм в селе Кротково Ульяновской области,Мелекесской епархии Симбирской митрополии Русской православной церкви. Построена в 1854 году. С 2013 года — памятник истории и культуры РФ.

## История
Каменный храм был построен в 1854 году помещицей Екатериной Михайловной Фатьяновой. Престол в нём во имя Святителя и Чудотворца Николая. Причт состоял из священника, дьякона и псаломщика.
Храм был построен в честь победы в Отечественной войне 1812 года. Вернувшиеся с войны, воины и офицеры 3-го полка Симбирского народного ополчения, участвовавший в Бородинском сражении, раненные в боях, были размещены в госпитале, построенном в с. Кротково. Многие умерли от ран и захоронены здесь же (есть список из 48 офицеров и прапорщиков). На месте захоронения и был построен храм дворянином, помещиком, генералом Андреем Васильевичем Фатьяновым. Его прах покоится в склепе под стенами храма.
В 1930 году здание церкви передали на баланс местного колхоза и приспособили под склад. В 1957 году в результате пожара крыша с куполами полностью сгорели. Через год крышу склада восстановили и превратили в клуб.
Храм возвращён верующим и восстанавливается.

### Охранный статус
Постановлением Правительства Ульяновской области от 26.08.2013 г. № 386-П «О включении выявленных объектов культурного наследия в единый государственный реестр объектов культурного наследия (памятников истории и культуры) народов Российской Федерации», Церковь в честь Святителя Николая Чудотворца, 1854 г., является объектом историко-культурного наследия регионального значения.

## Престольные праздники
Николай Чудотворец, архиепископ Мирликийский, святитель — 22 мая, 19 декабря.